# Prinzessinnengruppe

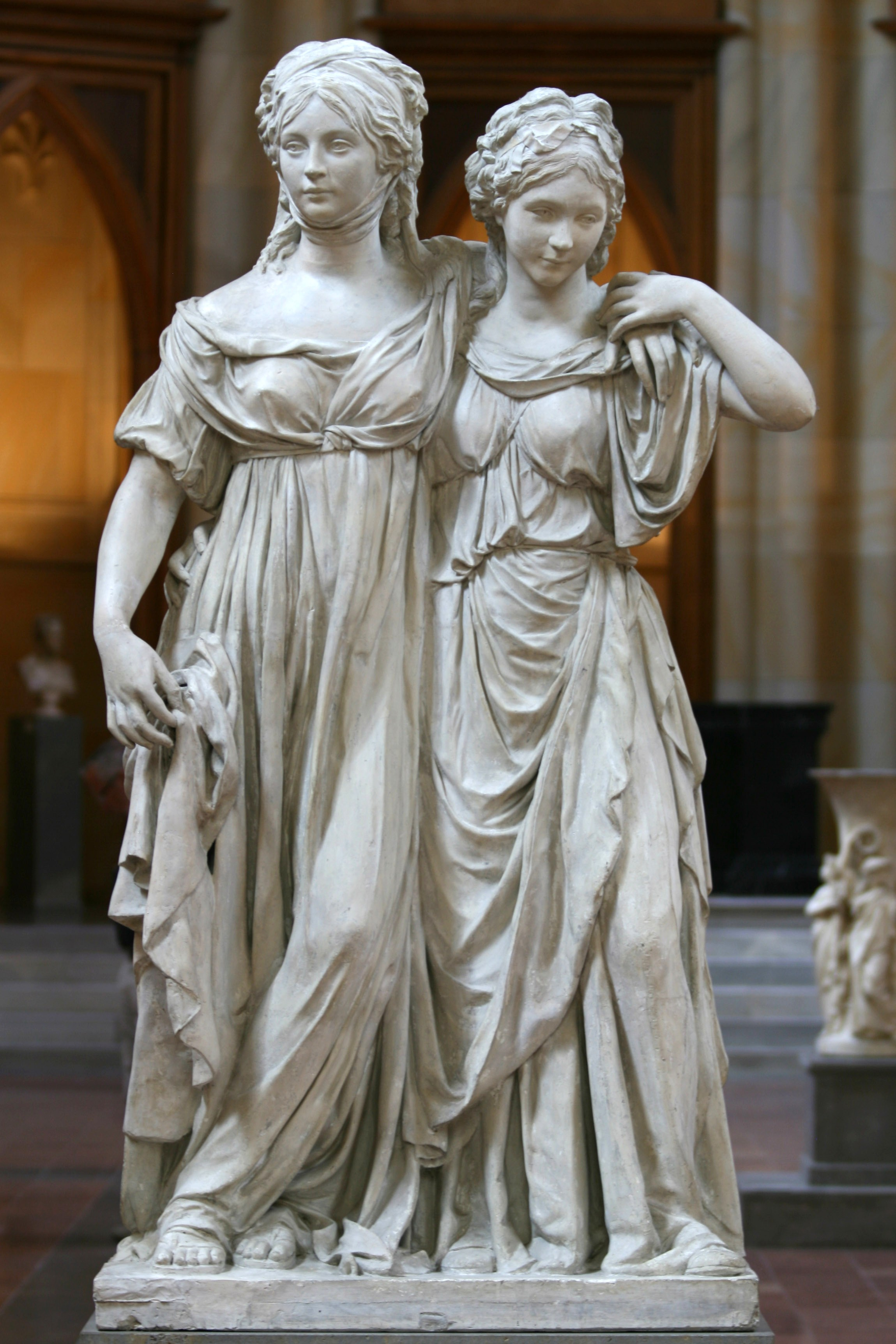
Die Prinzessinnengruppe:
links Luise, rechts Friederike. Gipsausführung von 1795 in der Friedrichswerderschen Kirche, Berlin.

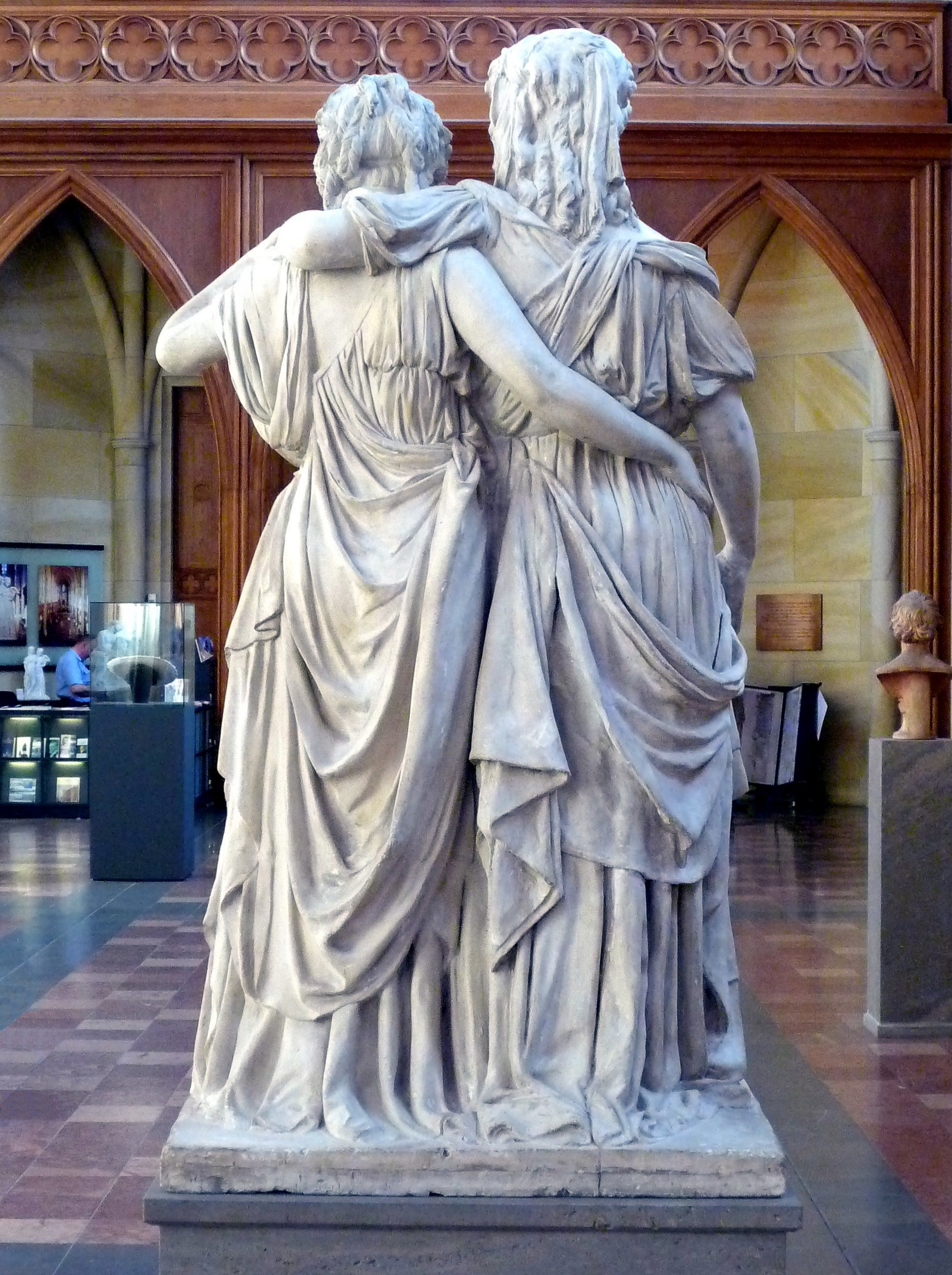
Rückseite der Gipsausführung

Die Prinzessinnengruppe, auch Prinzessinnen-Denkmal genannt, ist eine Skulptur des Bildhauers Johann Gottfried Schadow. Sie zeigt die preußische Kronprinzessin und spätere Königin Luise zusammen mit ihrer jüngeren Schwester Friederike. Schadow stellte zuerst Porträtbüsten der Schwestern her. Zwischen 1795 und 1797 entstand dann die lebensgroße Gruppe, zunächst in einer Fassung aus Gips, danach aus Marmor. Heute steht die Gipsausführung in der zum Schinkelmuseum umgewidmeten Friedrichswerderschen Kirche. Das Original der Marmorgruppe wird in der Eingangsachse der Alten Nationalgalerie gezeigt.
Das Doppelstandbild wurde von Fachleuten und Publikum gefeiert, von Luises Ehemann jedoch gering geschätzt und in der Folge für rund 90 Jahre fast vergessen. Heute gilt es als ein Hauptwerk des Berliner Frühklassizismus, ähnlich wie Schadows Quadriga auf dem Brandenburger Tor von 1793. Die Prinzessinnengruppe ist in vielen Kopien unterschiedlichster Größe und Qualität als Kunstgegenstand, Dekorationsobjekt und Berlin-Souvenir weit verbreitet.

## Vorgeschichte
Am 24. Dezember 1793 wurden im Berliner Stadtschloss Kronprinz Friedrich Wilhelm (III.) und Prinzessin Luise von Mecklenburg-Strelitz getraut. Zwei Tage später heirateten an gleicher Stelle Prinz Louis und Prinzessin Friederike, die jüngeren Geschwister des Kronprinzenpaares. Die beiden Paare wohnten in nebeneinander liegenden Gebäuden an der Straße Unter den Linden, im Kronprinzenpalais und dem später so genannten Prinzessinnenpalais.
Der preußische Staatsminister Friedrich Anton von Heynitz (in alten Texten meist: Heinitz) schlug seinem König Friedrich Wilhelm II. vor, die Schwestern Luise und Friederike, damals 17 und 15 Jahre alt, von Schadow porträtieren zu lassen. Heynitz, eigentlich Minister des Bergbauwesens, wurde 1786 auch Kurator der damals reformbedürftigen Akademie der Künste und leitete zudem die Königliche Porzellan-Manufaktur (KPM). Bis zu seinem Tod 1802 blieb er als tüchtiger Organisator und durch geschickte Berufung geeigneter Künstler die bestimmende Persönlichkeit des preußischen Kunstlebens. Auf Schadow war er erstmals aufmerksam geworden, nachdem dieser während seines Rom-Aufenthaltes von 1785 bis 1787 bei dem angesehenen Kunstwettbewerb der Accademia di San Luca eine der Preismedaillen gewonnen hatte. Nach der Rückkehr des Bildhauers im November 1787 vermittelte Heynitz ihm eine Reihe von größeren Aufträgen und beschleunigte so seine Karriere. 1793, im Jahr der Doppelhochzeit, war Schadow Leiter der Hofbildhauerwerkstatt. Nach Ansicht des Ministers verdiente er „jetzt unter allen Bildhauern Europas den ersten Platz“.
Der König machte sich den Vorschlag seines Ministers zu eigen, er selbst war von der Schönheit und dem jugendlichen Charme der Prinzessinnen höchst beeindruckt, seit er sie im März 1793 erstmals gesehen hatte; danach hatte er die Heirat seiner Söhne nachdrücklich gefördert. In seinen Memoiren beschrieb Schadow den ersten Schritt, der schließlich zur Entstehung der Prinzessinnengruppe führte: „Der Staatsminister von Heinitz erbat [bei Hof] eine Sitzung für seinen Modelleur“ (also für Schadow); „dieser erhielt sogleich schriftliche Order, wo, wie und wann er sich zu stellen habe und daß man hoffe, er werde etwas der nächsten Ausstellung in der Akademie Würdiges darbringen.“

## Die Porträtbüsten
Gegenstand des Auftrags waren zunächst nur zwei Porträtbüsten aus gebranntem Ton. Schadow erhielt einen Arbeitsraum im Seitenflügel des Kronprinzenpalais zugewiesen. Friederike, die jetzt Prinzessin Louis (oder Ludwig) genannt wurde, kam häufig aus dem Nachbargebäude herüber, um ihm Modell zu sitzen. Die Kontakte mit Luise verliefen förmlicher, sie beschränkten sich meist darauf, dass Schadow bei offiziellen Audienzen des Kronprinzenpaares in einer Ecke des Saales anwesend war. Der Bildhauer beschrieb in seinen Erinnerungen aber auch, wie der Kronprinz nach dem Ende des Zeremoniells „nun von manchen die Gebärden und übertriebene Freundlichkeit nachmachte sowie deren poetische Phrasen wiederholte“.
In den Jahren 1794 und 1795 entstanden zwei Porträtbüsten, zuerst die von Friederike, dann die ihrer Schwester. Die Tonbüste von Friederike ist noch in der ursprünglichen Form erhalten, die von Luise nur noch in Abformungen in Gips und Pappmaché. Schadow sah in diesen Arbeiten eine besondere Herausforderung. In anderem Zusammenhang hatte er geschrieben: „Weibliche Büsten sind eine der schwersten Aufgaben in der Kunst; diese zu lösen, habe ich mir immer unglaubliche Mühe gegeben. Ähnlichkeit mit Anmut zu vereinigen […] erfordert ein zartes Kunstgefühl und einen, möchte ich fast sagen, an List grenzenden Beobachtungsgeist.“
1798 entstand eine Variante zur Porträtbüste Luises. Schadow veränderte Kopfhaltung und Blickrichtung der Skulptur derart, dass sie als Pendant zu einer Porträtbüste wirkte, die er 1797 von dem Kronprinzen angefertigt hatte. Bei der Gelegenheit korrigierte er auch das tiefe Dekolleté der ersten Fassung nach oben. Ein Auftragshonorar für die Porträts ist nicht belegt. Aus Schadows Geschäftsunterlagen geht aber hervor, dass er durch den Verkauf einiger Dutzend Gipsabgüsse der Porträts von Luise, Friedrich Wilhelm und Friederike Einnahmen hatte, die weit höher waren als jedes damals übliche Honorar.

Porträtbüsten von Johann Gottfried Schadow
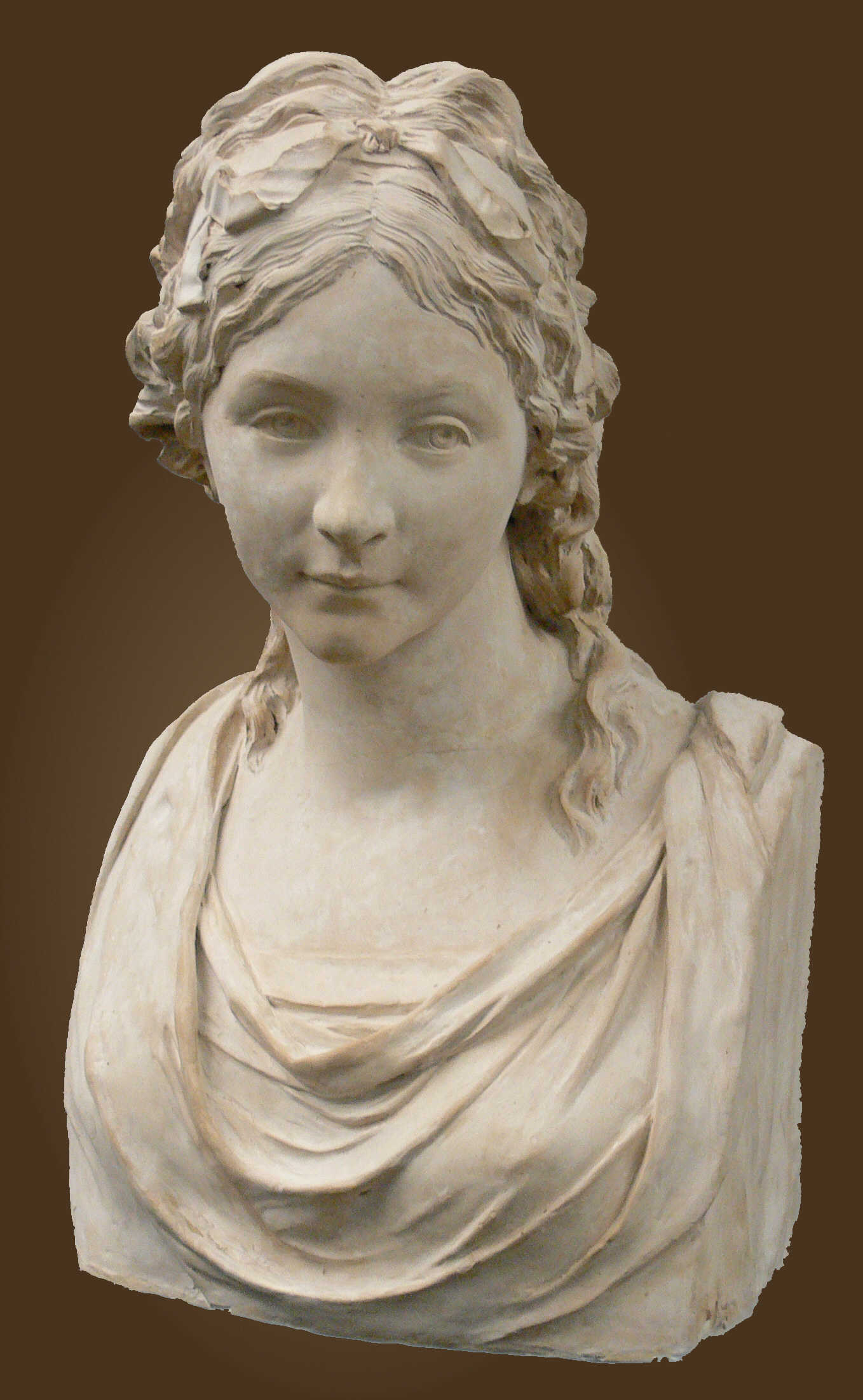
Prinzessin Friederike von Preußen, Terrakotta, Alte Nationalgalerie, Berlin
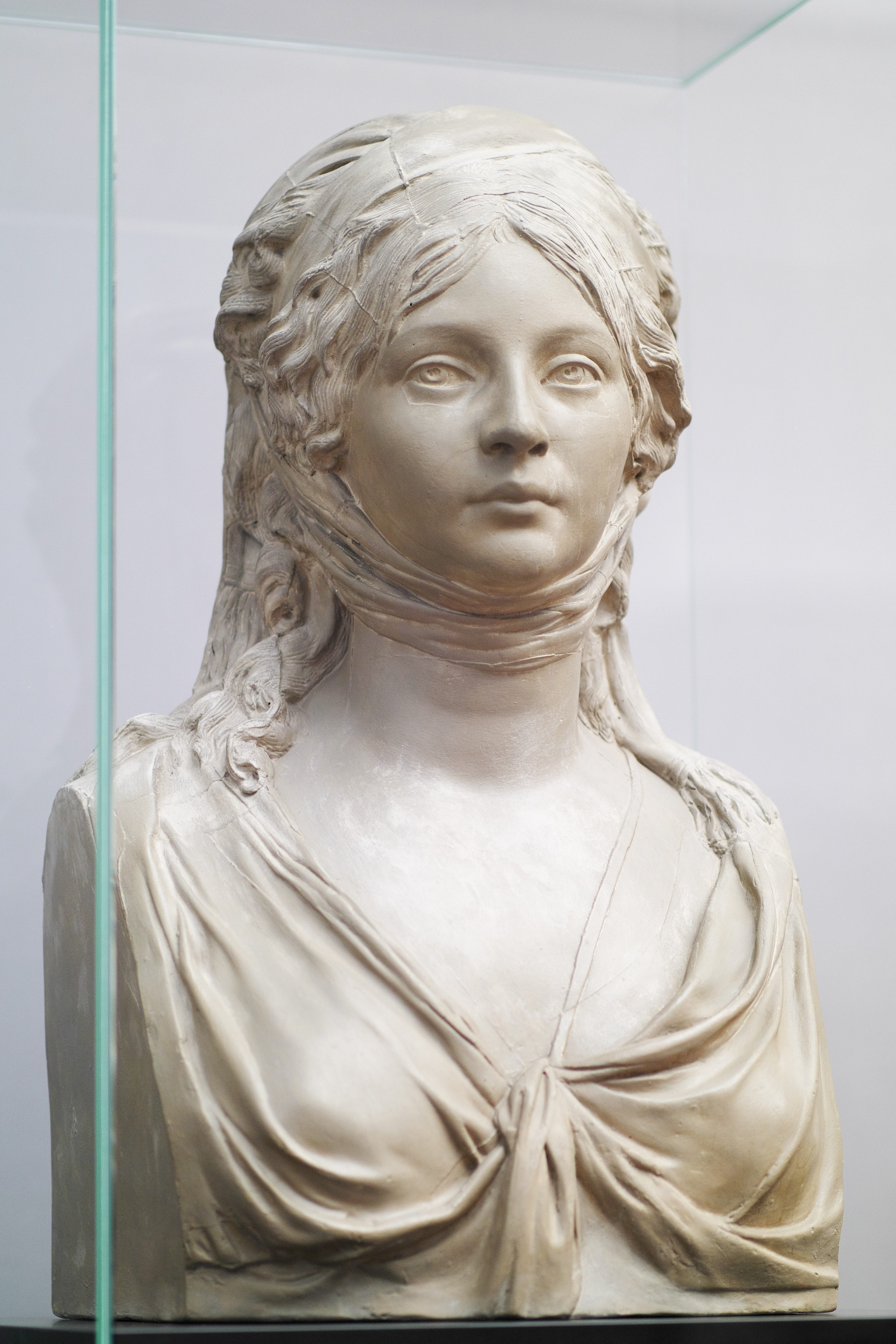
Prinzessin Luise von Preußen, Gips, Alte Nationalgalerie, Berlin
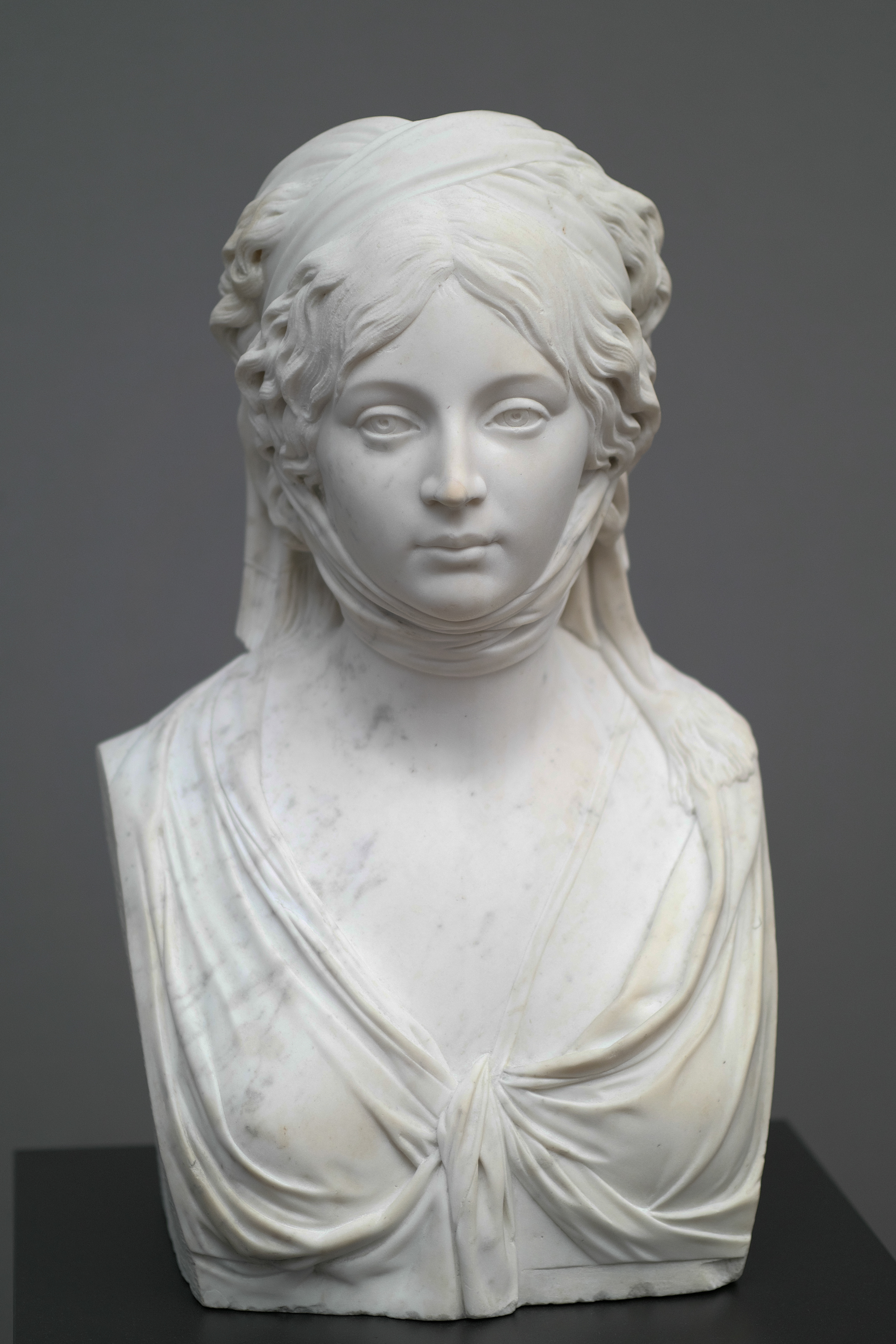
Prinzessin Luise von Preußen, Marmor, Alte Nationalgalerie, Berlin
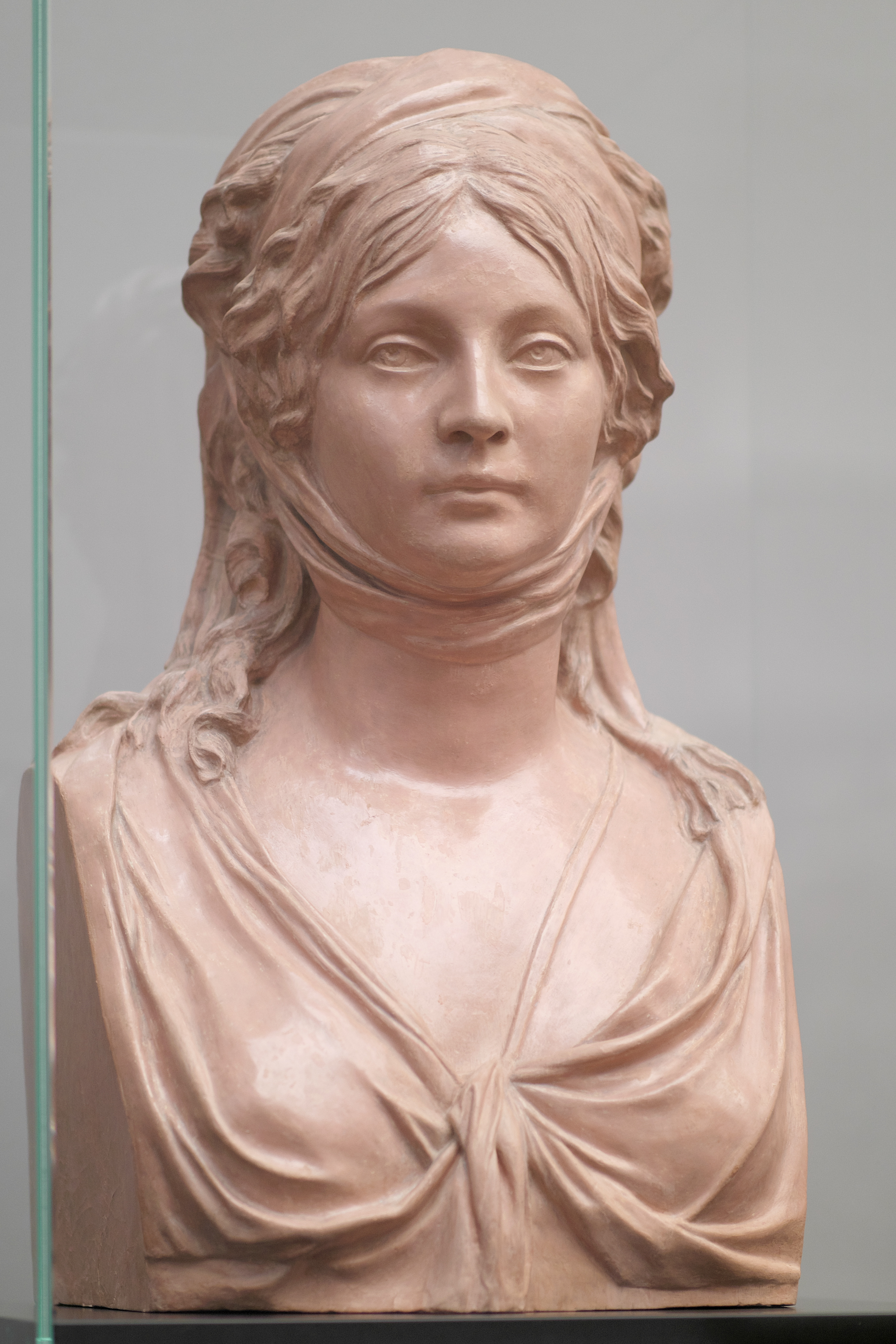
Prinzessin Luise von Preußen, Pappmaché rosagetönt, Alte Nationalgalerie, Berlin
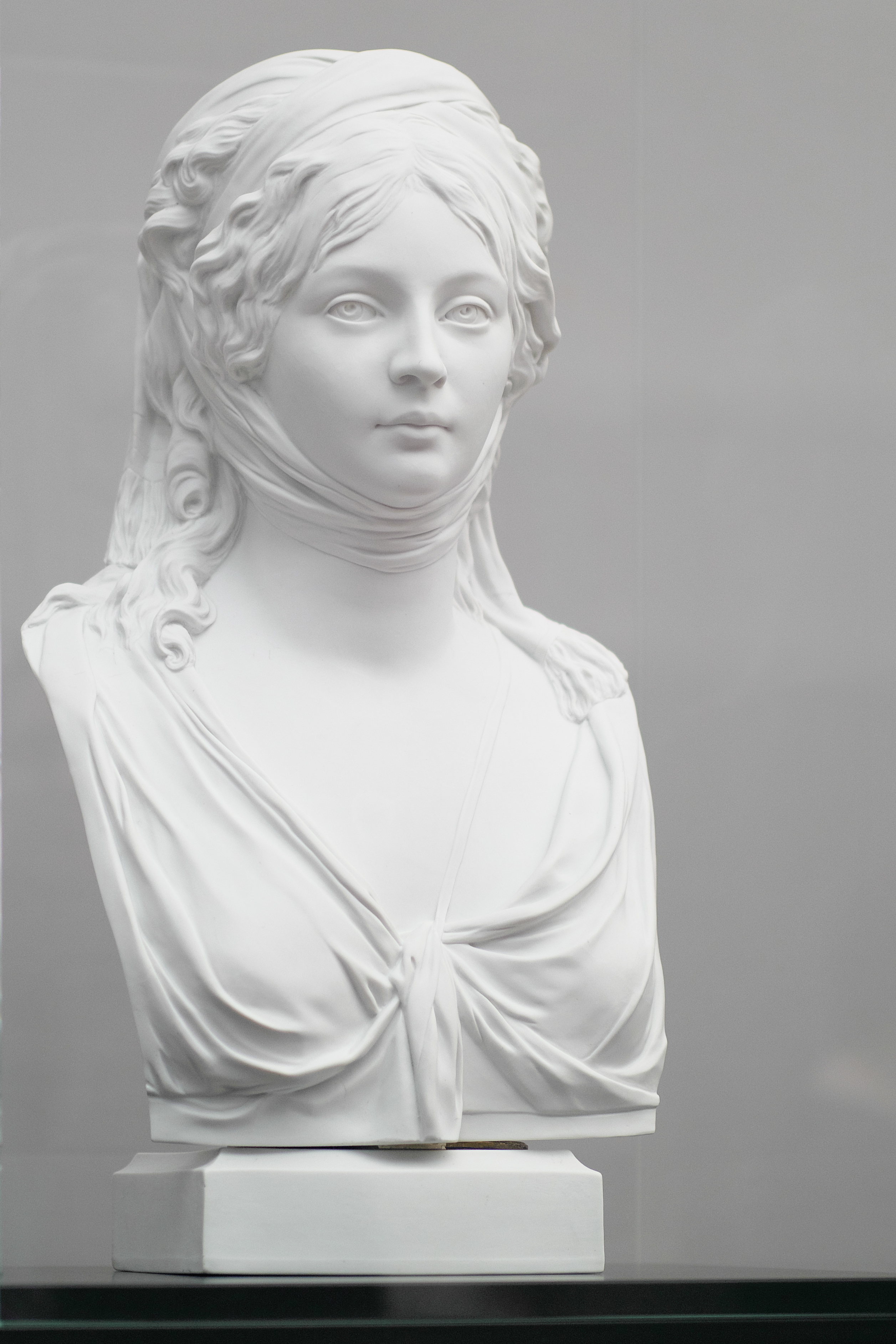
Prinzessin Luise von Preußen, Biskuitporzellan, Alte Nationalgalerie, Berlin

## Das Standbild aus Gips

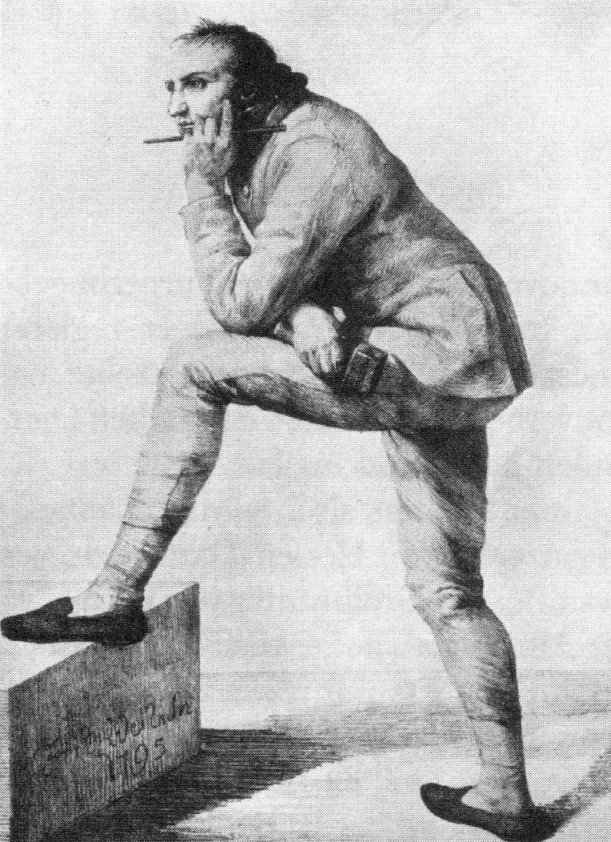
Gottfried Schadow in einer Arbeitspause 1795

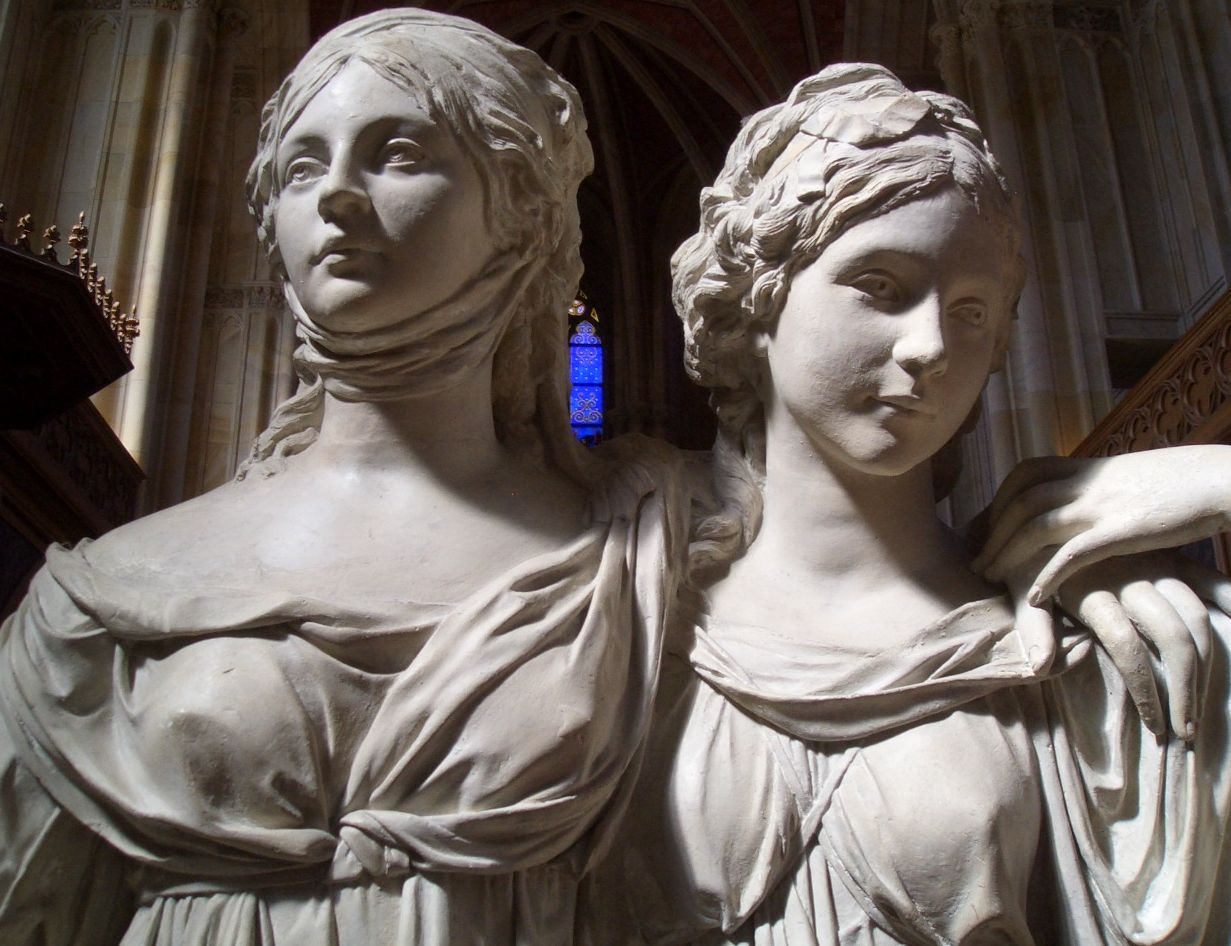
Die Prinzessinnengruppe, Teilansicht der Gipsvariante

Die Porträtbüsten waren 1795 fertiggestellt. Schadow begann nun mit der Arbeit an einem Doppelstandbild der Prinzessinnen in Lebensgröße. Diese in Gips auszuführende Gruppe sollte als Modell für eine Reihe kleinerer Kopien in Porzellan dienen – ein Projekt, von dem nicht eindeutig belegt ist, ob Minister von Heynitz oder Schadow selbst es angeregt hatte. Außerdem sollte die lebensgroße Skulptur in der Ausstellung der Kunstakademie im September 1795 präsentiert werden.
Für das Doppelbildnis waren neue Sitzungen mit den Prinzessinnen erforderlich, Schadow arbeitete nach seinen eigenen Worten „in stiller Begeisterung […]; er nahm die Maße nach der Natur; die hohen Damen gaben von ihrer Garderobe das, was er aussuchte, und hatte so die damalige Mode ihren Einfluß auf die Gewandung.“ Die Anordnung der beiden Schwestern innerhalb der Gruppe war nicht nur durch künstlerische Erwägungen, sondern wesentlich auch durch die Rangordnung der beiden bestimmt. Luise, die Ältere und Ranghöhere, steht nach den Regeln der Heraldik rechts, Friederike außerdem geringfügig hinter ihrer Schwester.
Am 25. September, dem Geburtstag des Königs, wurde die Akademie-Ausstellung 1795 eröffnet. Der Katalog beschrieb die prominent herausgestellte Prinzessinnengruppe wie folgt: „Eine Gruppe in Lebensgröße, Ihre Königl. Hoheiten die Kronprinzessin und Prinzessin Ludwig vorstellend, welche an einander gelehnt, sich beide schwesterlich umarmen.“ Der weit überwiegende Teil der Besucher war von Schadows Werk begeistert. Im Rückblick fand der Bildhauer das nicht überraschend:

„Versetzt man sich in jene Tage und in die Mitte der vielen schwachen Kunsterzeugnisse, welche herumstanden, so erklärt sich der Eindruck, den diese Gruppe […] machte. Man konnte täglich die Natur mit dem Bildwerke vergleichen, und es vereinten sich auch am Hofe die Stimmen dahin, daß dieses Werk wohl verdiene, in Marmor ausgeführt zu werden. Der Minister erhielt Befehl, darüber mit dem Künstler den Kontrakt abzuschließen.“

## Das Standbild aus Marmor

### Auftrag und Ausführung
Von Heynitz hatte den König, der die Ausstellung 1795 offenbar nicht gesehen hatte, auf das Doppelstandbild aufmerksam gemacht und eine Audienz mit Schadow arrangiert. Am 5. Januar 1796 schrieb Heynitz dem König, namhafte Persönlichkeiten und Sachverständige hätten die Skulptur gelobt und sich für eine Ausführung in Marmor ausgesprochen; eine solche Marmorskulptur sei geeignet, der Nachwelt zu beweisen, dass unter des Königs Regierung etwas wahrhaft Vollendetes entstehen konnte; zudem sei Schadows Honorarforderung von 5000 Reichstalern für eine Arbeitszeit von 18 Monaten und die Beschaffung des nötigen weißen Carrara-Marmors recht maßvoll; und er, Heynitz, könne diesen Betrag aus der Kasse der Porzellanmanufaktur bezahlen, des Königs eigene Kasse werde also nicht belastet. Auch die Kosten für die Porträtbüsten der Prinzessinnen, für die Gipsausführung der Gruppe und für die Vorbereitung der Porzellanausführung waren über die KPM abgerechnet worden. Am 6. Januar erfolgte die Genehmigung des Königs. Vom 16. Januar datiert ein Vertrag zwischen Heynitz als Kurator der Akademie und Schadow; darin sind Arbeitsumfang, Kosten und Zahlungsmodalitäten entsprechend den Vorvereinbarungen festgehalten. 1500 Taler sollten noch im Januar desselben Jahres ausbezahlt werden, weitere 1500 im Oktober und 2000 nach Fertigstellung der Gruppe.

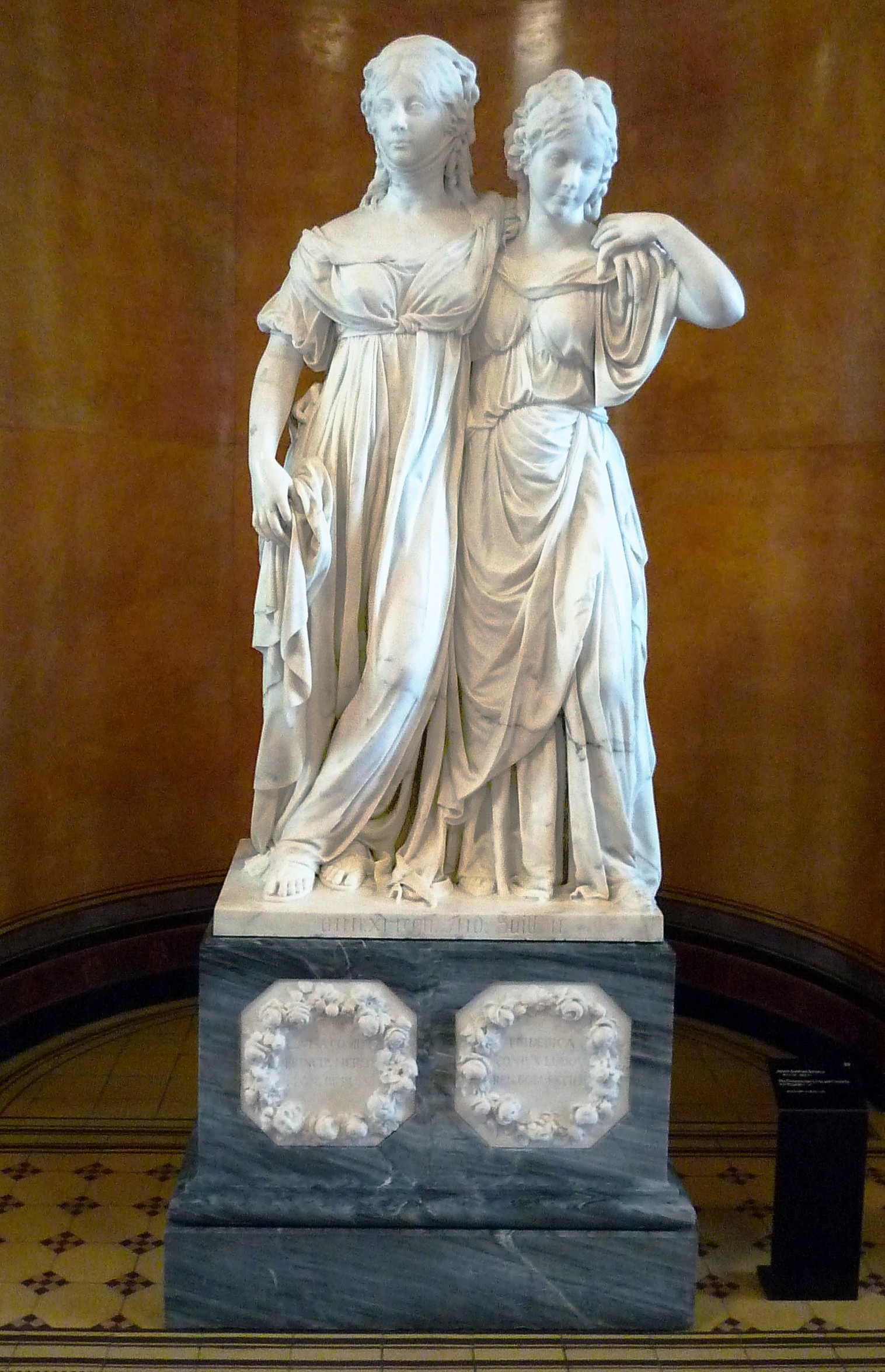
Die Marmorfassung mit Sockel in der Alten Nationalgalerie

Die Ausführung der Marmorgruppe übergab Schadow für ein vertraglich vereinbartes Honorar von 1300 Reichstalern an Claude Goussaut, der seit etwa 1760 im Hofbildhaueratelier tätig war, „durch seine grosse Practik in Marmor sich auszeichnete, und im Königl. Bildhauer Atelier lange als Muster in diesem Talente diente“ (Schadow in seinem Nachruf auf Goussaut 1799). Am 12. Juli 1797 war die Arbeit beendet, etwa zweieinhalb Monate später als geplant. Schadow war dennoch so zufrieden, dass er Goussaut eine Erfolgsprämie von 100 Reichstalern zahlte. Er selbst arbeitete noch bis Anfang August an letzten Feinheiten.
In mehreren Details ergaben sich leichte Veränderungen gegenüber der Gipsfassung, meist vorsichtige stilistische Korrekturen vom Individuellen hin zum Allgemeingültigen, in Richtung auf den idealen „griechischen Stil“. Neu hinzugekommen war ein Sockel aus grauem Marmor mit zwei achteckigen weißen Inschriftentafeln, in denen Namen und Rang der Prinzessinnen genannt werden.

### Ausstellung
Die Akademieausstellung von 1797 begann wieder am 25. September. Schadows Marmorgruppe wurde im Ausstellungskatalog angezeigt als: „Die Gruppe der Kronprinzessin und Prinzessin Ludewig K. H. [Königliche Hoheiten] in Lebensgröße. Das dazugehörige Piedestal von schlesischem Marmor, mit zwey Rosenkränzen von weissem Marmor decorirt.“ Wiederum war das Publikum begeistert. Der Weimarer Gelehrte Karl August Böttiger hatte die fertige Arbeit zuvor in Schadows Werkstatt gesehen und notierte: „Alle Welt sprach während meines Daseins von der neuesten Kunstschöpfung Schadow’s, der himmlisch schönen Gruppe der beiden Schwestern, der Kronprinzessin und der Prinzessin Luis, die nun vollendet in Schadow’s Künstlerwerkstatt zu sehen war, und am 25. September zum Geburtstag des Königs die Hauptschüssel bei dem Ausstellungsschmause machen sollte.“
Die Porträtkunst als Abbildung der individuellen Natur galt damals eigentlich deutlich weniger als die „reine“ Kunst, die bildnerische Darstellung idealer Vorstellungen. Im Fall der Prinzessinnengruppe traf nun beides zusammen. Ihr Zweck waren zwar die konkreten Bildnisse der beiden Schwestern. Diese aber galten ihrer Umwelt längst als Beispiele vollkommener menschlicher Schönheit, sodass der Künstler mit dem individuellen zugleich das ideale Kunstwerk schaffen konnte. In diesem Sinne äußerte sich auch Böttiger, mit leicht kritischem Unterton:

„Man muß gestehen, dass Schadow schwerlich ein populäreres Sujet vom König aufgetragen bekommen konnte, als die Gruppe von zwei Schwestern zu bilden, die durch Schönheit und ungekünstelte Herablassung die Göttinnen des Publicums sind […] Gelang es ihm, diese jugendlich schlanken Figuren in einer gefälligen Draperie […] und mit Portraitähnlichkeit neben einander zu stellen, so war das […] Publicum zufrieden und bewunderte das Kunstwerk mit der Liebe zum Originale.“

### Bewertung durch Friedrich Wilhelm III.
Das weitere Schicksal seiner Arbeit war für Schadow eine schwere Enttäuschung. Kurz nach Ende der Ausstellung von 1797 starb sein Auftraggeber, König Friedrich Wilhelm II. Dessen Sohn und Nachfolger Friedrich Wilhelm III., ein nüchterner und sparsamer Mann, war bestrebt, sich demonstrativ von dem lockeren und verschwenderischen Regime seines Vaters zu distanzieren. An dem Standbild seiner Frau, nunmehr der Königin von Preußen, und ihrer Schwester missfielen ihm gerade die eigentlichen Vorzüge – das Fehlen jeder hoheitsvollen Pose und die lebensnahe, natürliche Darstellung, die unter faltenreichen Gewändern noch die Körperformen der jungen Frauen erkennen ließ. Dazu kam, dass die als freizügig bekannte neunzehnjährige Friederike im ersten Jahr ihrer Witwenschaft schwanger geworden war und, „in höchster Eile“ verheiratet, seit 1798 ihren Ruf als „galanteste Löwin des Jahrhunderts“ nunmehr fern vom preußischen Hof und von Berlin zu erwerben hatte. Jedenfalls beurteilte der König die Skulptur in der ihm eigenen, formelhaften Sprache kurz und eindeutig: „Mir fatal!“

### Standorte

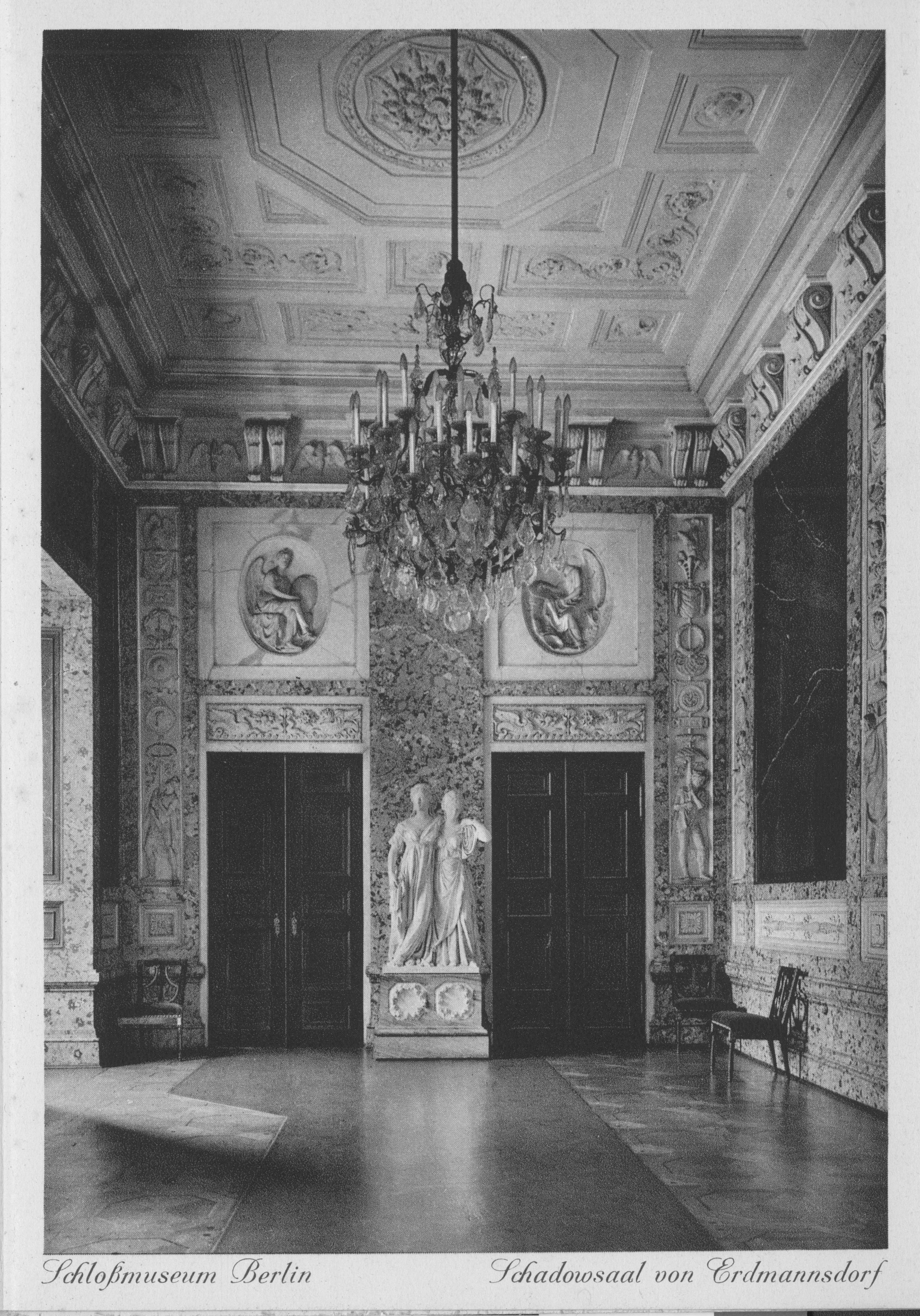
Prinzessinnengruppe im Parolesaal („Schadowsaal“) des Berliner Schlosses

Im Auftrag für das Standbild war nicht festgelegt worden, wo es aufgestellt werden sollte. Schadow ließ es zurück in seine Werkstatt transportieren und schlug dem König durch Vermittlung von Heynitz mehrere geeignete Standorte in repräsentativen Räumen des Berliner Schlosses vor. Der König vermied es drei Jahre lang, sich zu entscheiden, dann ließ er das Werk in ein Gästezimmer des Schlosses bringen. Dort stand es, wie Schadow in seinen Memoiren beklagte, in ungünstigem Licht dicht vor einer Wand, also nicht rundum sichtbar. Dabei hatte der Bildhauer auch die Rückseite der Skulptur mit besonderer Sorgfalt gestaltet und war dafür ausdrücklich gelobt worden.
Öffentlich war die Gruppe rund 90 Jahre lang nicht mehr zu sehen und wurde daher beinahe vergessen. Für die Legendenbildung um Königin Luise, die durch Kunst und Literatur gefördert wurde, im 19. Jahrhundert hymnische Formen annahm und bis ins 20. Jahrhundert reichte, hatte das lebensecht geformte, über Jahrzehnte aus der Öffentlichkeit verschwundene Werk kaum Bedeutung.
Nur allmählich geriet die Gruppe wieder ins Blickfeld der Öffentlichkeit und der Kunstbetrachtung. 1886 war sie für kurze Zeit auf einer Jubiläumsausstellung der Berliner Kunstakademie zu sehen, 1906 auf der Jahrhundert-Ausstellung der Nationalgalerie. Im Berliner Schloss fand sie 1893 in der Bildergalerie einen neuen Platz, 1921 dann vor einer Stirnwand des Parolesaals, an einem der Standorte, die Schadow einst vorgeschlagen hatte. Der Raum war nach dem Ende der Monarchie Teil des Schlossmuseums und hieß in den Katalogen des Museums jetzt „Schadowsaal“. Er lag im ersten Obergeschoss des Nordflügels, hinter den drei Fenstern des Innenportals IV zum Eosanderhof, das heute die nördliche Schmalseite der zwischen Lustgarten und Schloßplatz verlaufenden Passage („Stellahof“) bildet. Den Zweiten Weltkrieg überdauerte das Doppelstandbild im Kellergewölbe des Berliner Doms.

## Markante Details

### Die Halsbinde

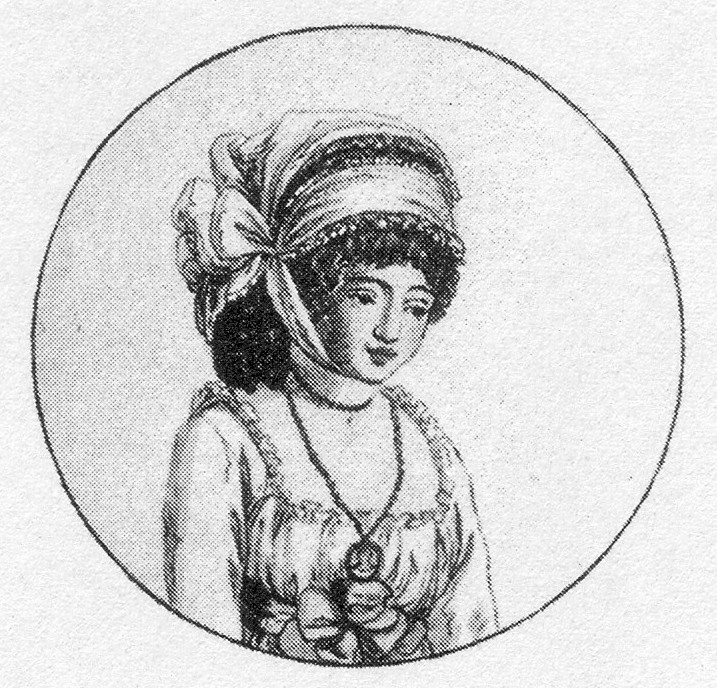
Mode-Illustration von 1796

Ein ungewöhnliches modisches Detail war schon an der Porträtbüste Luises aufgefallen und wurde für ihr Standbild übernommen: ein um Kopf und Hals gebundenes, schmales Tuch. Schadow erklärte dazu, es solle eine Schwellung verdecken, die am Hals Luises entstanden war, später aber wieder verschwand. Karl August Böttiger hatte die Marmorgruppe bei Schadow im Atelier gesehen und dessen Erklärung für die Halsbinde gehört, danach notierte er: „In der That, ich traute meinen Ohren nicht, als ich dies hörte. O, der armen bedauernswürdigen Kunst, die sich in ihrem veredelnden zum Ideal hinstrebenden Geschäft nicht einmal über einen dicken Hals wegsetzen darf.“
Sehr schnell wurde aus dem Notbehelf jedoch eine Modeerscheinung. Schon 1796 findet sich das Accessoire auf einer Illustration im Journal des Luxus und der Moden, ebenso auf verschiedenen Bildern und Zeichnungen, die von Luise in jenen Jahren angefertigt wurden. Im späteren 19. Jahrhundert diente die Kinnbinde als unverzichtbares Kennzeichen in nahezu jeder Abbildung der beinahe kultisch verehrten Luise.

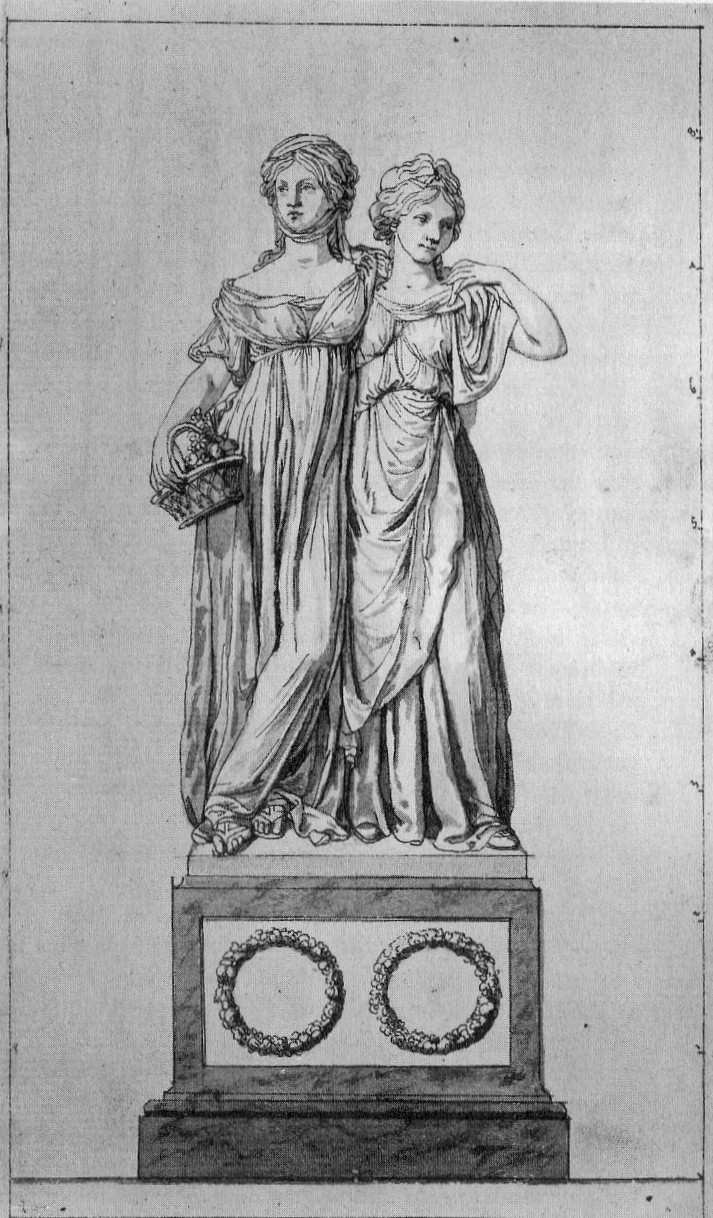
Federzeichnung Schadows von 1795, einzige Darstellung der Gruppe mit Blumenkörbchen

### Das Blumenkörbchen
Der gedachte Verwendungszweck als Porzellanfigur hatte Schadow veranlasst, seinem Standbild der Kronprinzessin in der Gipsausführung das dekorative Element eines Blumenkörbchens beizugeben. Schon in der Ausstellung 1795 wurde dieses Detail von Kunstkennern kritisiert, die darin zumindest im Falle der Großplastik einen Stilbruch, eine Abweichung vom klassisch-griechischen Ideal sahen. Der König erklärte später in seiner Genehmigung zur Marmorausführung, man könne die Figur in diesem Punkt ändern. Schadow schloss sich jetzt den Bedenken an und korrigierte die Gipsausführung, noch bevor sie für die KPM verkleinert worden war, sodass nicht nur die Marmorstatue, sondern auch die Porzellanausführung ohne das Körbchen hergestellt wurde. Stattdessen hielt die Kronprinzessin in der rechten Hand nun ein locker fallendes Tuch, dessen Faltenwurf die vorhandenen Falten der Kleidung ergänzte. Von einer geringfügigen Korrektur der Handstellung abgesehen, blieb die eigentliche Komposition unverändert.

## Die Kopien

### Marmor
In Berlin existiert noch eine zweite Marmorfassung der Prinzessinnengruppe, hergestellt von dem Berliner Bildhauer Albert Wolff (1814–1892), einem Schüler von Christian Daniel Rauch. Diese Kopie, deren genaues Entstehungsdatum nicht bekannt ist, war eine Auftragsarbeit für das Haus der Großherzöge von Mecklenburg-Strelitz, die Familie Luises und Friederikes. Wolff arbeitete nach der originalen Gipsausführung, berücksichtigte aber auch einige abweichende Details der Marmorgruppe. Die Skulptur stand im Schloss Neustrelitz, im Zweiten Weltkrieg wurde sie zerstört. Erhalten ist eine erste Fassung, die Wolff wegen spät erkannter Fehler im Marmor nicht an das Herzogshaus auslieferte, sondern privat weitergab. Der Stadtbezirk Berlin-Charlottenburg erwarb die Gruppe 1932, seit 1953 war sie als Dauerleihgabe im Eosander-Treppenhaus des Schlosses Charlottenburg zu sehen. Wegen erheblicher Schäden musste sie 1999 ins Depot verbracht werden, die aufwändige Restaurierung war 2007 beendet. Inzwischen wurde die Skulptur wieder im Charlottenburger Schloss aufgestellt, nun im Vestibül des Neuen Flügels, unmittelbar neben der einstigen Wohnung von Friedrich Wilhelm III. und Königin Luise.
Eine weitere Replik, das sogenannte Königinnen-Denkmal, steht seit 1910 am Rande des Stadtwaldes Eilenriede in Hannover. Ausgeführt wurde die gegenüber dem Original um etwa ein Drittel vergrößerte Kopie von Valentino Casal, einem in Venedig geborenen Spezialisten; in seiner Werkstatt in Berlin-Friedenau sind zahlreiche Gips- oder Tonmodelle Berliner Bildhauer in Marmor übertragen worden, darunter zwölf der 32 Gruppen für die Siegesallee in Berlin.
Kaiser Wilhelm II. hatte aus Anlass des hundertsten Todestages der Königin Luise den Auftrag zum Königinnen-Denkmal erteilt. Die in der Skulptur dargestellte enge Gemeinsamkeit der einstigen preußischen Königin mit ihrer Schwester Friederike, die in dritter Ehe Königin von Hannover geworden war, sollte auch als politisches Signal verstanden werden. Seit Preußen im sogenannten Deutschen Krieg 1866 das Königreich Hannover annektiert und zur preußischen Provinz gemacht hatte, galt das gegenseitige Verhältnis als problematisch.

### Porzellan
Etwa gleichzeitig mit der Arbeit an der Marmorgruppe begann die Vorbereitung für die Porzellanfiguren. Im Frühjahr 1796 bekam der Modelleur Carl Heinrich Schwarzkopf, der in der KPM schon früher Skulpturen Schadows nachgeformt hatte, den Auftrag für das verkleinerte Modell der Prinzessinnengruppe. An seinem Arbeitsplatz standen ihm die beiden Porträtbüsten zur Verfügung, nicht aber die lebensgroße Gipsgruppe, die im Atelier Schadows für die Übertragung in Marmor gebraucht wurde.
Minister von Heynitz zeigte sich bei seinen Visiten in der Porzellan-Manufaktur mehrfach unzufrieden mit der Arbeit Schwarzkopfs. Der Auftrag ging daher an Carl Friedrich Hagemann über, den Schadow als seinen geschicktesten Schüler bezeichnete. Im August 1796 war das Modell zur Zufriedenheit der Auftraggeber fertiggestellt und Hagemann wurde mit 60 Reichstalern aus der Kasse der Manufaktur entlohnt. Das erste gebrannte Exemplar von Anfang Dezember 1796 wies noch erhebliche technische Mängel auf. Am 21. Dezember wurde eine qualitativ verbesserte Porzellangruppe an das Hofmarschallamt übergeben.
Ursprünglich kam die Gruppe unter der Bezeichnung Die Kronprinzeß und Prinzeß Ludwig in den Handel, als Prinzessinnengruppe wird sie von der KPM bis heute hergestellt. Sie ist 55 cm hoch, besteht aus sogenanntem Biskuitporzellan – bei Temperaturen bis 1400 °C zweimal gebrannt und nicht glasiert, um dem Materialcharakter von Marmor nahezukommen – und wird aus 88 Teilen zusammengefügt. Im September 2010 betrug der Preis 21.250 Euro.

### Andere Materialien und Formate
Einige Kopien waren durch Beteiligung Gottfried Schadows sozusagen autorisiert. Spätere Repliken basierten vor allem auf diesen frühen Exemplaren. Daneben wurden und werden bis heute von kommerziellen Anbietern Kopien in den verschiedensten Größen und Materialien hergestellt und als Dekorationsstücke und Berlin-Souvenirs auf den Markt gebracht.
Um 1900 begannen erste Abformungen nach dem Originalgips. Ein solcher Abguss war 1909 auch in einer umfangreichen Schadow-Retrospektive der Kunstakademie zu sehen. Die Berliner Bildgießerei Hermann Noack fertigte 1906 einen Nachguss aus vergoldeter Bronze für die Hamburger Kunsthalle an und hatte Gipsabgüsse der Gruppe zum Preis von 400 Mark im Angebot. Seit 1926 gehört die lebensgroße Gruppe zum Formenbestand der Gipsformerei der Staatlichen Museen zu Berlin. Erst seit 1994 gibt es Abformungen nach der Marmorgruppe der Nationalgalerie. Das Original ist zu empfindlich für Transporte und kann daher an anderen Orten nicht gezeigt werden.
Der Souvenirhandel beschränkt sich nicht auf die beiden historisch überlieferten Größen. Bei einem Internethändler findet man beispielsweise Ausführungen mit 15, 20, 22, 35, 57 und 180 cm Höhe, zu Preisen zwischen 28 Euro und 14.000 Euro (Oktober 2016), hergestellt aus Materialien wie Marmorstaub und Alabastergips. Erhältlich sind aber auch kleine Ausführungen aus Schokolade, die zum Beispiel als Tischdekoration Verwendung finden.

### Galerie

Kopien der Prinzessinnengruppe
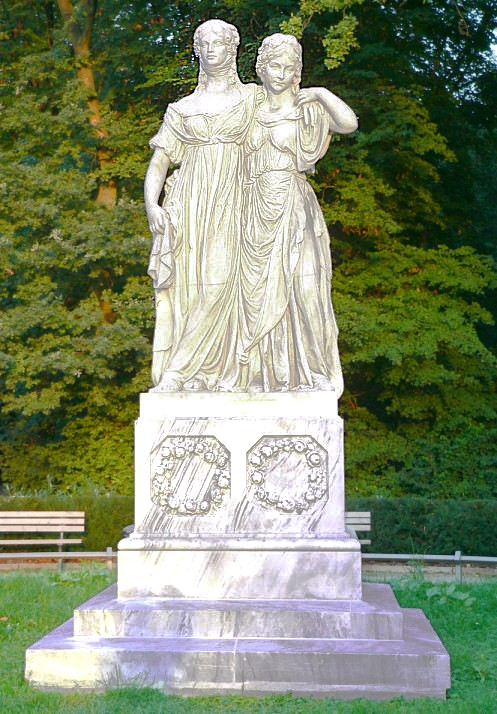
Kopie von Casal in Hannover
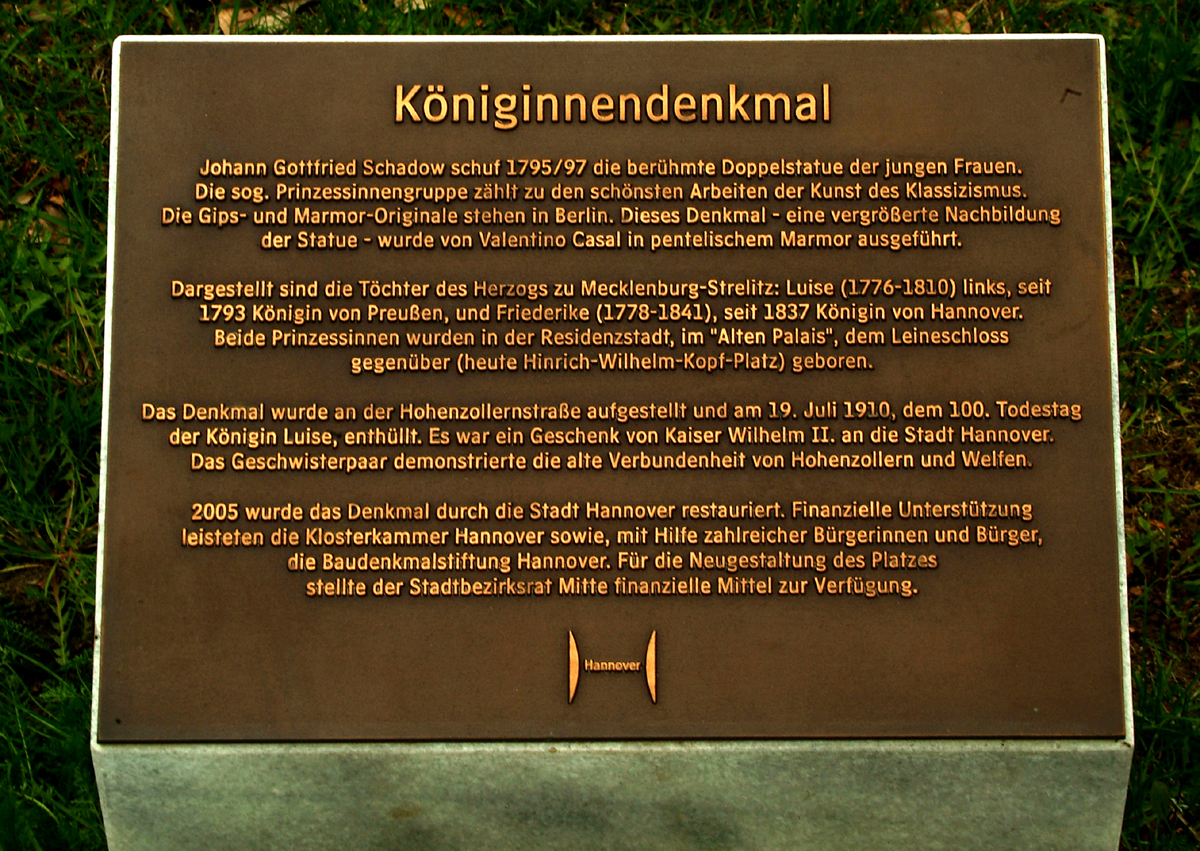
Tafel in Hannover
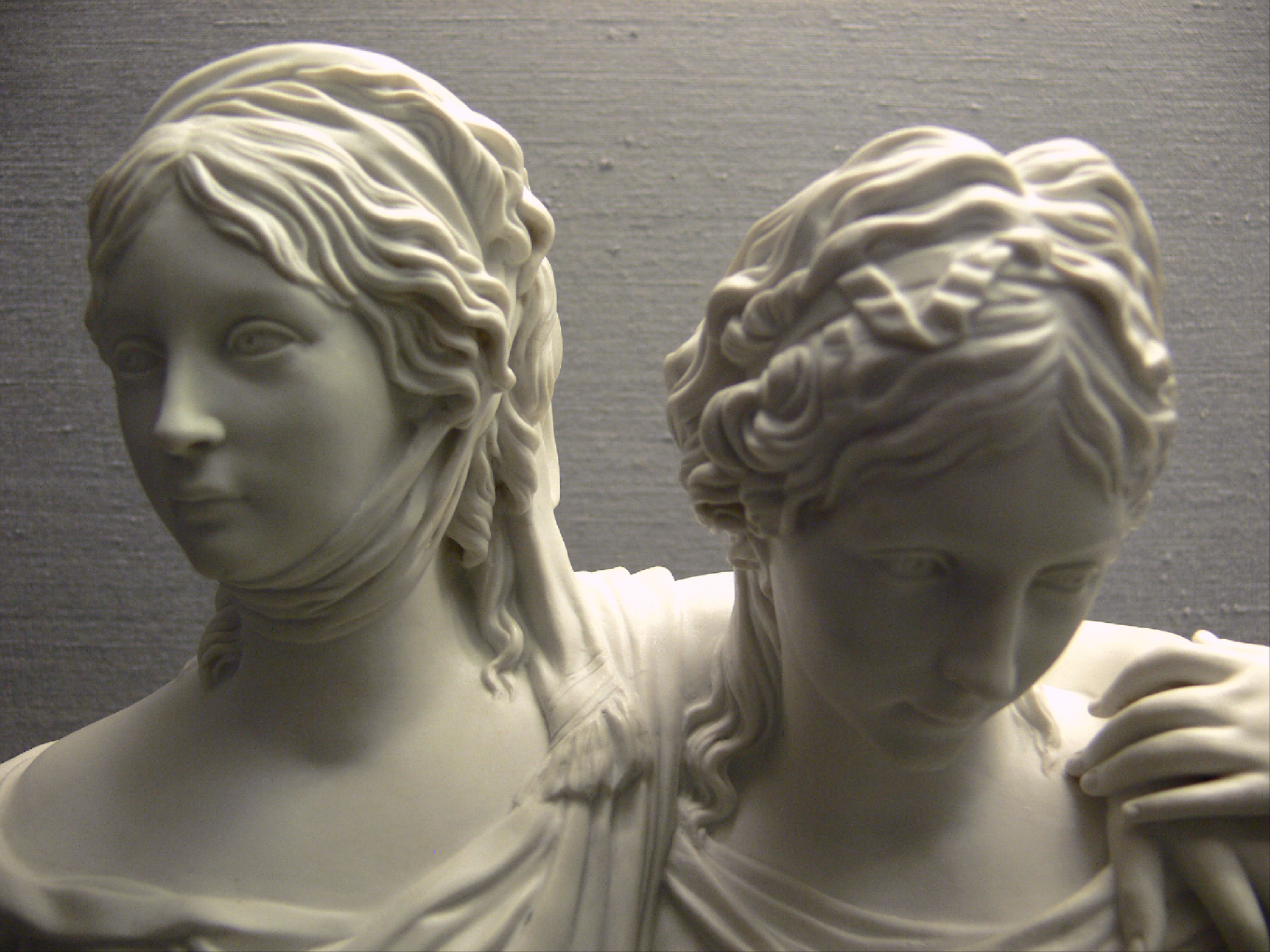
Porzellanfiguren der Königlichen Porzellan-Manufaktur (Kunstgewerbemuseum Berlin)
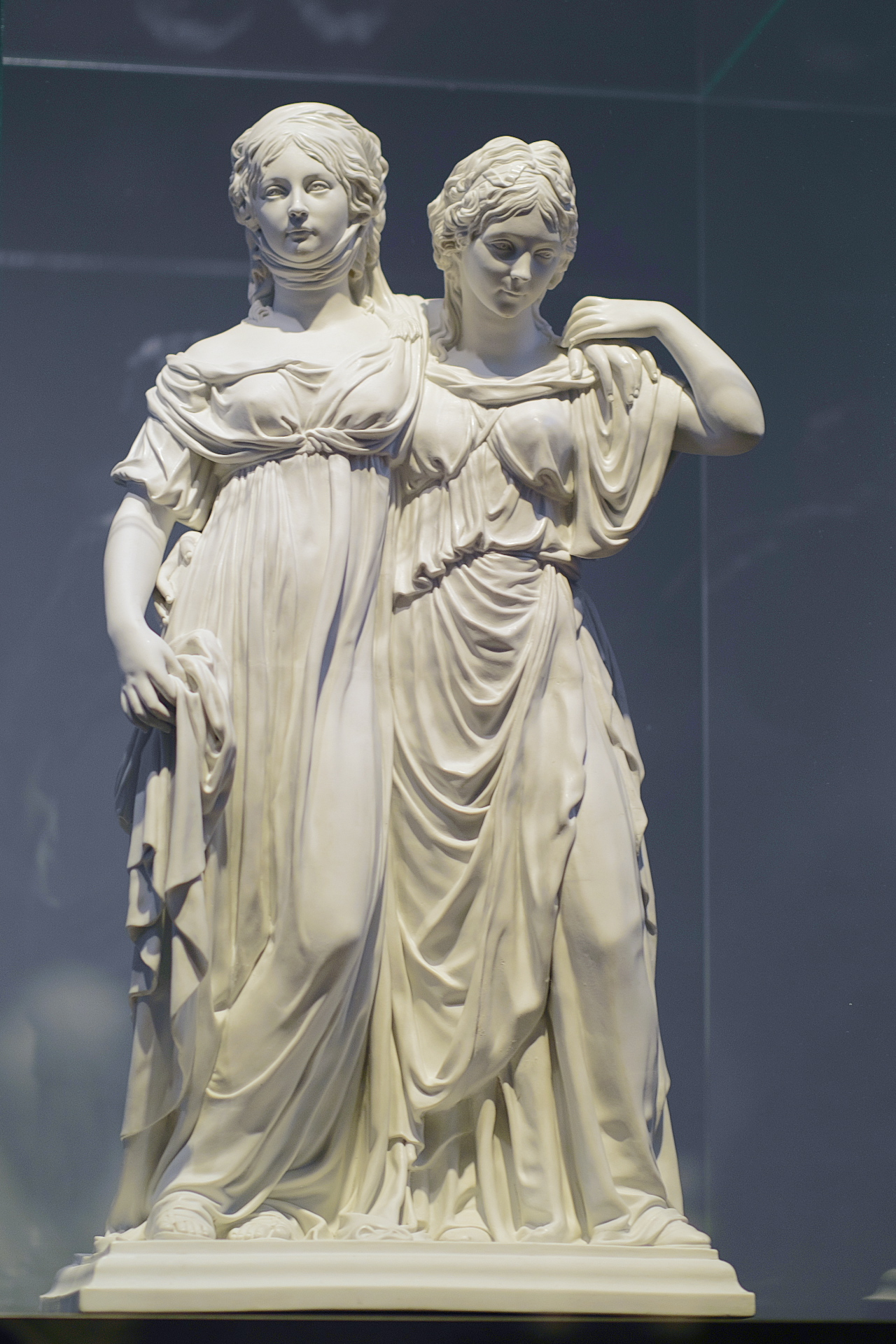
Johann Gottfried Schadow Prinzessinnengruppe von 1796, Ausformung kurz nach 1800 durch Carl Friedrich Hagemann, Biskuitporzellan, Kunstgewerbemuseum, Berlin
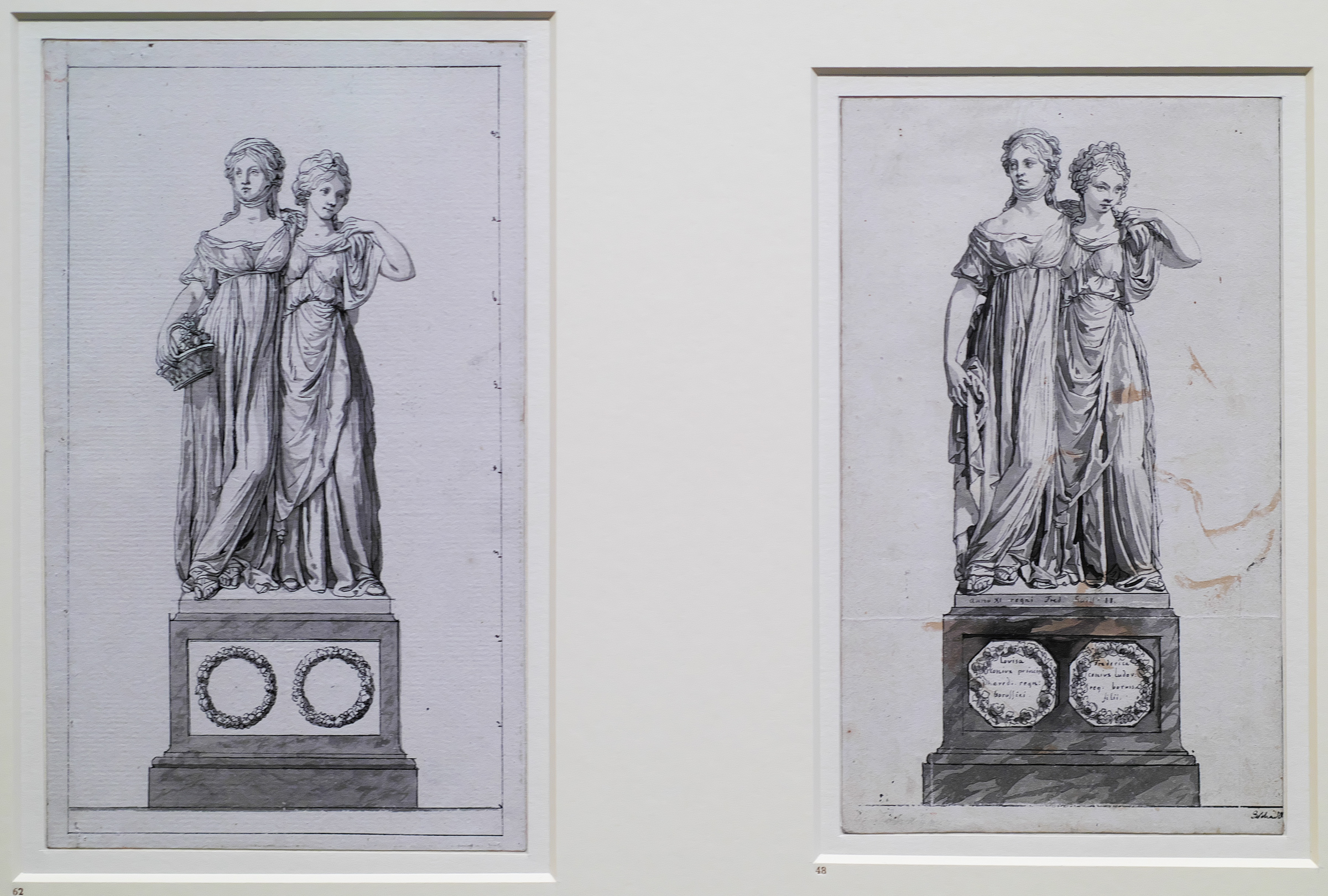
Federzeichnungen von Schadow von 1809/1810, Kupferstichkabinett, Berlin
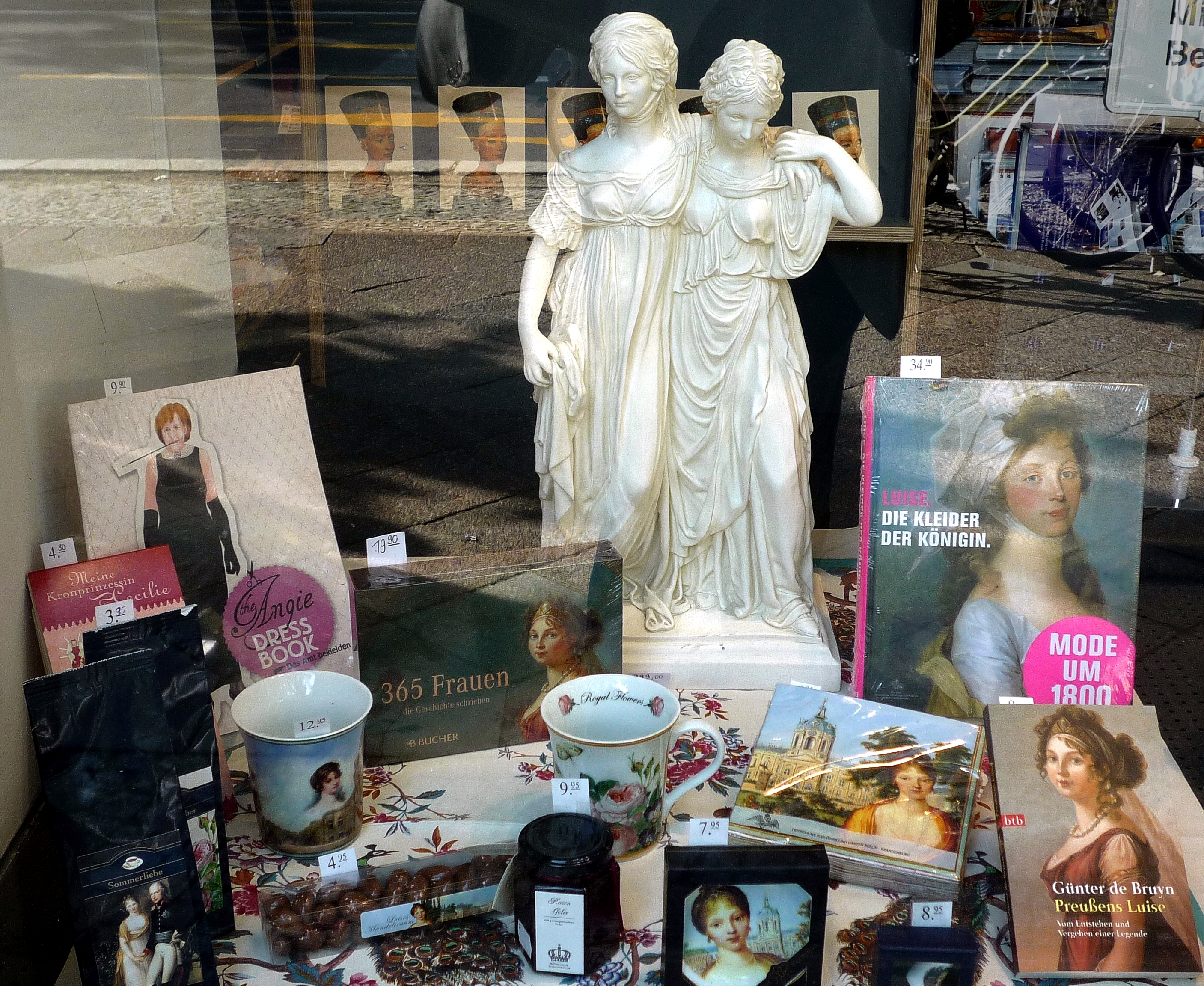
Kopie in einer Berliner Buchhandlung (2010)

## Zur Rezeption
Die Prinzessinnengruppe wurde von Schadows Zeitgenossen mit nahezu einstimmiger Begeisterung aufgenommen, ihr Verschwinden aus der Öffentlichkeit durchaus bedauert. Allerdings herrschte an bildlichen Darstellungen der hochverehrten und früh verstorbenen Königin Luise im 19. Jahrhundert kein Mangel, sodass die Skulptur doch weitgehend in Vergessenheit geriet. Theodor Fontane zum Beispiel, der über Schadows Arbeiten sehr positiv schrieb, erwähnte die Prinzessinnengruppe mit keinem Wort.
Im Journal des Luxus und der Moden des Weimarer Verlegers Friedrich Justin Bertuch erschien im Dezember 1795 der Artikel Moderne weibliche Statuen, in dem über die erste Ausstellung der Prinzessinnengruppe berichtet wird:

„Ein Freund in Berlin schreibt mir unterm 24. Nov. Darüber Folgendes: Ich wünschte, Sie könnten eine vortrefliche Grouppe von den beyden schönen Prinzessinnen von Preußen, welche unser Schadow in Thon [eigentlich:Gips, RFL] in Lebensgröße gefertiget hat, selbst schauen. Ich habe fast nie etwas Herrlicheres von modernen Bildsäulen gesehen. Sie sind dabey zum Sprechen ähnlich. Stellung, Ausführung der griechischen Draperie, Grazie – kurz Alles ist vortrefflich. Vielleicht läßt der König diese unendlich schöne Gruppe, die es so sehr verdient, in Marmor hauen, um sie zu verewigen.“

Ein anonymer Autor schrieb unter dem Titel Die Fürstlichen Schwestern. Eine Marmorgruppe von Schadow über die Ausstellung von 1797. Der Text erschien in Jahrbücher der preußischen Monarchie unter der Regierung Friedrich Wilhelms des Dritten:

„Das dunkle Gefühl, daß hier das Ideal der Schönheit im Bildnisse ausgedrückt sei, war es, was dieser Gruppe allgemeinen Beifall verschaffte. Nicht bloß der Patriot, welcher eine hohe Verehrung gegen seine Königin und ihre fürstliche Schwester im Herzen trägt, sondern auch der Kunstliebhaber, Kunstkenner und Künstler verließen diese Gruppe mit der vollsten Befriedigung; und es war eines der angenehmsten Schauspiele, wie beide Klassen von Beschauern, ohne es zu wissen, Lobreden bald auf die Fürstinnen, bald auf den Künstler hielten …“

Aus einem Nachruf auf Schadow, den die Illustrirte Zeitung 1850 veröffentlichte:

„Zur Zeit befindet sich diese herrliche Gruppe, in welcher unser Künstler sich ungehemmt von kleinlichen Forderungen und Beschränkungen zu einer rein idealen Höhe erhoben hat, fast vergessen in einem Winkel des Berliner Schlosses, dem Auge des Publikums entzogen. Und doch ist dieses Werk vielleicht das bedeutendste, welches unser Künstler geschaffen.“

In der jüngeren Vergangenheit lieferte der deutsche Maler Matthias Koeppel mit seinem Gemälde Requiem für Luise ein Beispiel für die kreative Rezeption der Prinzessinnengruppe. Das Bild entstand 1984 in Hinblick auf die 750-Jahr-Feier Berlins von 1987. Es zeigt die Schwestern Annette und Inga Humpe, Popsängerinnen der Neuen Deutschen Welle, in sommerlicher Freizeitkleidung und in derselben Körperhaltung, die Schadow seinen Prinzessinnen mitgegeben hatte. Den Hintergrund bildet der Park des Schlosses Charlottenburg, in dessen Mausoleum Luise begraben liegt.